# Георг Лудвиг I (Ербах-Ербах)
Георг Лудвиг I фон Ербах-Ербах (на немски: Georg Ludwig I von Erbach-Erbach; * 8 май 1643, Фюрстенау; † 5 април 1693, Аролзен) от род Ербах-Ербах, е управляващ граф в Ербах, Фрайенщайн, Вилденщайн, Михелщат и Бройберг и генерал.

## Произход
Той е син на граф Георг Албрехт I фон Ербах (1597 – 1647) и третата му съпруга графиня Елизабет Доротея фон Хоенлое-Шилингсфюрст (1617 – 1655), дъщеря на граф Георг Фридрих II фон Хоенлое-Шилингсфюрст (1595 – 1635) и съпругата му Доротея София фон Золмс-Хоензолмс (1617 – 1655).
Георг Лудвиг I умира в Аролзен на 49 години и е погребан в Михелщат.

## Фамилия
Георг Лудвиг I се жени на 26 декември 1664 г. в Аролзен за графиня Амалия Катарина фон Валдек-Айзенберг (* 13 август 1640; † 4 януари 1697), дъщеря на граф Филип Теодор фон Валдек-Айзенберг (1614 – 1645) и съпругата му графиня Мария Магдалена фон Насау-Зиген (1622 – 1647), дъщеря на граф Вилхелм фон Насау-Хилхенбах. Те имат децата:
- Хенриета (1665 – 1665)
- Хенриета Юлиана (1666 – 1684)
- Филип Лудвиг (1669 – 1720), женен за графиня Албертина Елизабет фон Валдек-Айзенберг (1664 – 1727), дъщеря на княз Георг Фридрих фон Валдек-Айзенберг
- Карл Алберт Лудвиг (* 1670 † 18 август 1704), убит в Дапфинг на Дунав
- Георг Алберт (*/† 1671)
- Амалия Катарина (1672 – 1676)
- Фридрих Карл (1673 – 1673)
- син (*/† 1674)
- Вилхелмина София (1675 – 1675)
- Магдалена Шарлота (1676 – 1676)
- Вилхелм Лудвиг (1677 – 1678)
- Амалия Катарина (*/† 1678)
- Фридерика Шарлота (1679 – 1679)
- Фридрих Карл фон Ербах-Лимпург (1680 – 1731), женен за графиня София Елеонора фон Лимпург (1695 – 1738)
- Ернст (1681 – 1684)
- София Албертина (1683 – 1742), омъжена на 10 юни 1726 г. за херцог Ернст Фридрих I фон Саксония-Хилдбургхаузен (1681 – 1724)